# Reglamento de libre comercio (1778)

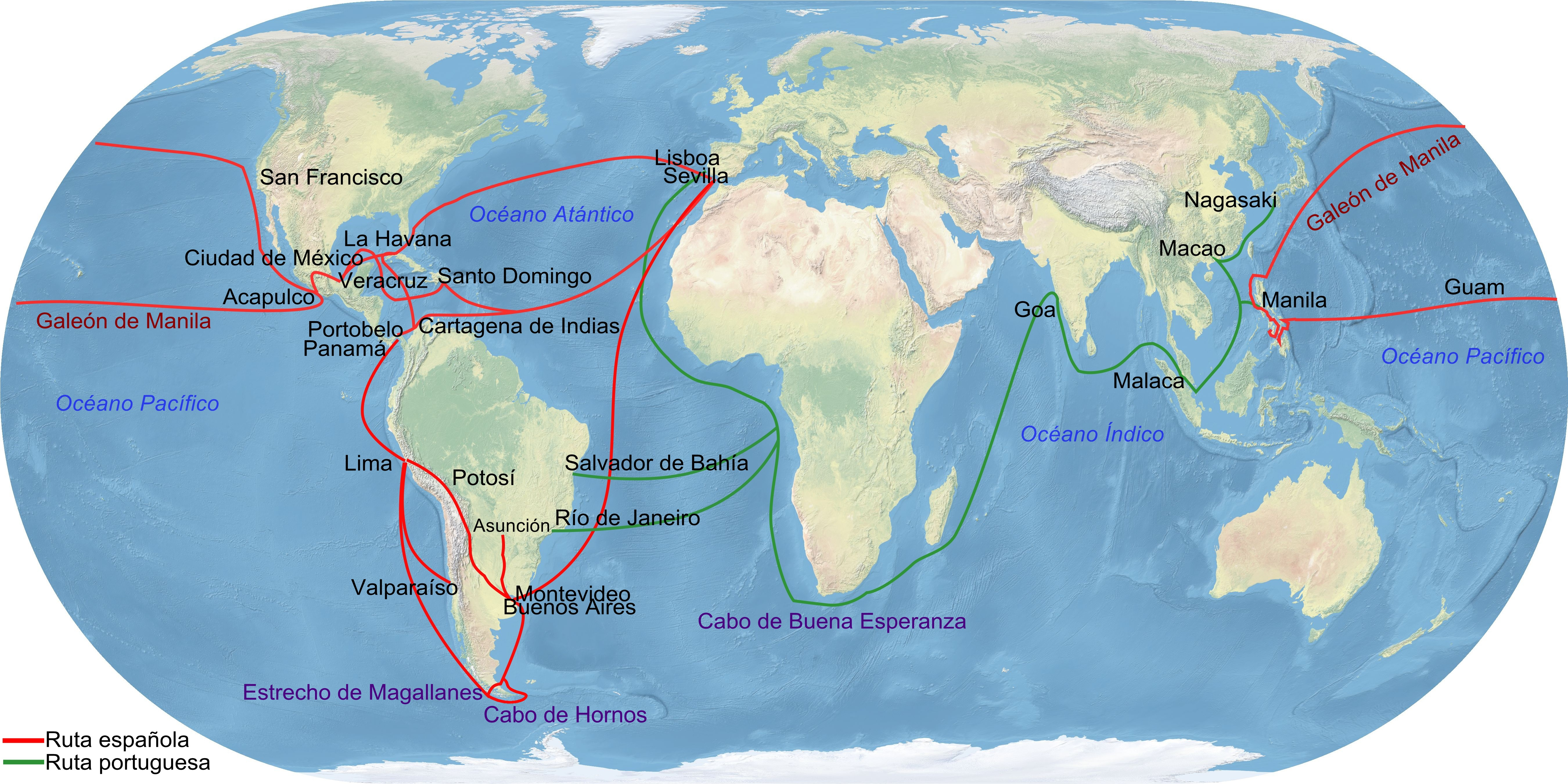
Principales rutas comerciales del Imperio español con Indias

El Reglamento de libre comercio con América de 1778, cuyo nombre completo es Reglamento y Aranceles Reales para el Comercio Libre de España a Indias, fue promulgado por el rey Carlos III de España el 12 de octubre de 1778 en el marco de las reformas borbónicas, con el fin de flexibilizar el monopolio comercial español existente, y para lo cual abrió al comercio trece puertos de España con treinta y uno de Indias.

## Antecedentes: El monopolio del comercio

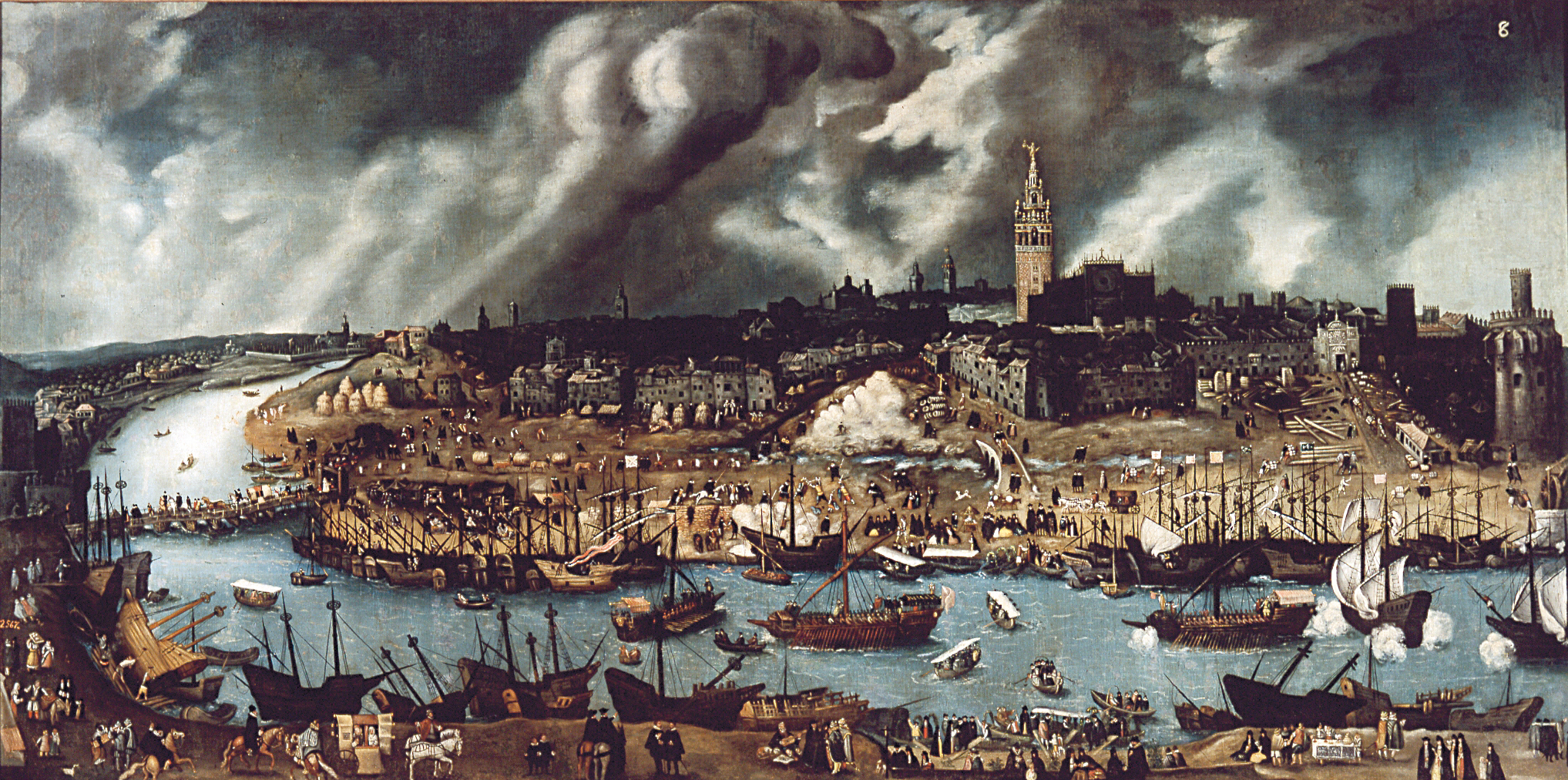
Sevilla en la segunda mitad del, por Alonso Sánchez Coello, sede de la Real Casa de Contratación de Indias hasta 1717

A partir del  descubrimiento de América  la corona española estableció el llamado Monopolio Comercial Español como sistema de comercio con las Indias.
Por decretos reales de 10 de enero y 14 de febrero de 1503 se creó la Real Casa de Contratación de Indias, fijando su sede en Sevilla, con el fin de fomentar y regular el comercio y la navegación con el Nuevo Mundo. Su denominación oficial era Casa y Audiencia de Indias y estableció un asiento que monopolizó toda la actividad mercantil entre España y América.
Las políticas económicas monopólicas provocaron tensiones entre los distintos actores económicos del Imperio español.
El férreo dominio del comercio ultramarino gaditano se mantuvo como tal hasta 1680, cuando se estableció que los barcos procedentes de América pudieran despachar tanto en Cádiz como en Sevilla.
Dentro de la paulatina y lenta implementación de las reformas borbónicas, tendientes a aplicar políticas económicas de librecambio comercial, la Casa de la Contratación se trasladó oficialmente a Cádiz en 1717.
Un primer paso hacia la liberalización comercial fue el decreto de libre comercio de 1765 que autorizó el comercio interno entre cinco islas del Caribe: Cuba, Santo Domingo, Puerto Rico, Trinidad y Margarita, con nueve puertos de la metrópoli: Cádiz, Sevilla, Málaga, Alicante, Barcelona, Cartagena, Santander, La Coruña y Gijón, eliminándose también los derechos de palmeo.
En 1768 las nuevas normas reservadas al Caribe se hicieron extensivas también a Luisiana y, en 1770, a Yucatán y Campeche. A comienzos de 1778 se abrieron al comercio libre Perú, Chile y el Río de la Plata; en España, Almería, Tortosa, Palma de Mallorca y Santa Cruz de Tenerife en Canarias.

## El Reglamento

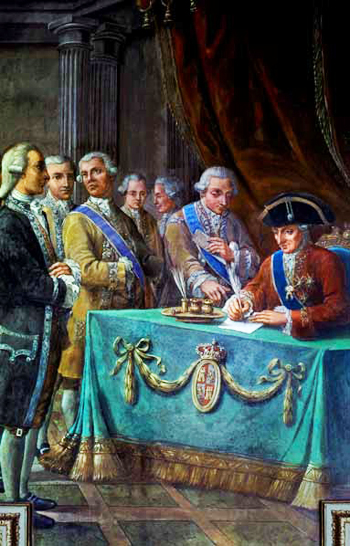
Carlos III firma el Decreto de libre comercio con América en 1778, por Pedro Pablo Montaña

El 12 de octubre de 1778 el rey Carlos III firmó el Reglamento de libre comercio, que bajo las directrices del ministro José de Gálvez redactaría Francisco de Saavedra, culminando el proceso de librecambio iniciado en 1765.
En su introducción expone las intenciones y finalidades de su dictado:

Como desde mi exaltación al Trono de España fue siempre el primer objeto de mis atenciones y cuidados la felicidad de mis amados Vasallos de estos Reinos y los de Indias, he ido dispensando a unos y otros, las muchas gracias y beneficios que deben perpetuarse en su memoria y reconocimiento. Y considerando Yo, que sólo un Comercio, libre y protegido entre Españoles Europeos, y Americanos, puede restablecer en mis Dominios la Agricultura, la Industria y la Población a su antiguo vigor...

El reglamento estaba compuesto por cincuenta y cinco artículos, amplió la libertad de comercio, habilitó a trece los puertos metropolitanos: Sevilla, Cádiz, Málaga, Almería, Cartagena, Alicante, Tortosa, Barcelona, Santander, Gijón, La Coruña, Palma de Mallorca y Santa Cruz de Tenerife y a veinticuatro puertos americanos: San Juan de Puerto Rico, Santo Domingo, Monte-Christi, Santiago de Cuba, La Habana, Batabanó, Trinidad, Isla de Margarita, Isla de Trinidad, Campeche, Golfo de Santo Tomás de Castilla, Omoa, Cartagena de Indias, Santa Marta, Río de la Hacha, Portobelo, Chagres, Montevideo, Buenos Aires, Valparaíso, Concepción, Arica, Callao y Guayaquil.
Se excluyó a Venezuela (La Guaira, Cumaná, Maracaibo, y Guayana) hasta 1788, para proteger los intereses de la Real Compañía Guipuzcoana de Caracas, que se disolvió en 1785 y a México, por el temor de que la prosperidad de este territorio provocara la despreocupación hacia otras zonas menos activas, lo que iba contra la idea rectora del proyecto. El 29 de febrero de 1789 se amplió el comercio libre a México (Veracruz, Acapulco y San Blas). Se acompañaba con los aranceles que fijaban los precios oficiales de los productos y los impuestos a pagar. La liberalización fue sólo relativa y la expresión no se justificaba más que en comparación con los monopolios y las prohibiciones totales del período precedente. Apuntaba a desarrollar los intercambios entre España e Hispanoamérica pero dentro de un marco de protección y vigilancia.
Esta disposición fue continuada por el rey Carlos IV mediante el decreto de barcos neutrales de 1797, por el que se abrió el comercio americano a otros países de Europa. Uno de los objetivos del reglamento fue proteger a los súbditos peninsulares y americanos contra la creciente competencia extranjera, prohibiéndose el transporte de ciertos productos, cuando no eran nacionales y estableciéndose un sistema arancelario diferente para productos extranjeros y nacionales.

## Consecuencias del Reglamento

### Crecimiento de los flujos comerciales
Entre 1778 y 1796, la nueva política provocó un inmediato y duradero ascenso de las importaciones americanas. Entre 1779 y 1782, el comercio aumentó un 50 % y entre 1782 y 1787, la progresión alcanzó una media anual del 389%, con picos que alcanzaron hasta el 600 %. Hubo también periodos menos favorables, influidos por la coyuntura internacional tras la independencia de Estados Unidos y, de manera más duradera, a partir de 1793.
En el periodo 1796 a 1808, la coyuntura internacional cambió radicalmente a raíz de algunos acontecimientos internacionales, como el Tratado de Basilea firmado entre España y Francia en 1795, la declaración de guerra de Inglaterra en 1796 o el bloqueo del puerto de Cádiz en 1797.
Una parte de la historiografía piensa que el Reglamento respondía a un programa previo, que tenía como objetivo el desarrollo económico del país. Otros por el contrario piensan que la disposición respondía únicamente al deseo de la Corona de aumentar los ingresos públicos.
La irrupción de estas nuevas políticas fue el hecho económico más significativo de la época y permitió la exportación de productos españoles al resto de Europa. Valencia, Barcelona y Bilbao se convirtieron en grandes puertos comerciales. También se unió Madrid con la red de puertos, y se crearon fábricas reales que introdujeron la elaboración de manufacturas a gran escala. Uno de los efectos de este proceso fue la progresiva especialización productiva de las zonas de la península.